# دوغ فيليبس
دوغ فيليبس هو سياسي كندي، ولد في 4 ديسمبر 1946 في تورونتو في كندا. حزبياً، نشط في Yukon Progressive Conservative Party ‏. وقد انتخب مفوض يوكون ‏ (2010 – ) وانتخب عضو الجمعية التشريعية في يوكون ‏ (1985 – ).